# Capachica
Capachica ist eine von Westen in den Titicaca-See ragende Halbinsel. Sie zählt zum Staatsgebiet von Peru. Etwa 4 km östlich der Halbinsel liegt die peruanische Insel Amantaní.

## Infrastruktur
Hauptorte der Landzunge sind Uquisilla, Pucamayo und Negrone. Unter anderem befinden sich auf der Halbinsel die Dörfer Llachón, Santa Maria und Chifrón. Die Menschen leben auf den Dörfern sehr traditionsverbunden; jedes Dorf besitzt einen eigenen Schamanen. In Capachica ist Tourismus noch wenig bekannt.